# Ţanzābād
Ţanzābād (persiska: تتر آباد, Tetrābād, طنز آباد) är en ort i Iran.   Den ligger i provinsen Lorestan, i den västra delen av landet, 400 km sydväst om huvudstaden Teheran. Ţanzābād ligger 1 561 meter över havet och antalet invånare är 123.
Terrängen runt Ţanzābād är kuperad åt sydost, men åt nordväst är den platt.Runt Ţanzābād är det ganska tätbefolkat, med 72 invånare per kvadratkilometer. Närmaste större samhälle är Aleshtar, 5,7 km nordost om Ţanzābād. Trakten runt Ţanzābād består till största delen av jordbruksmark.